# スロースタート (テレビドラマ)
『スロースタート』は、2007年1月27日と同年2月3日の土曜日21:00 - 21:58（JST）にNHK総合テレビの「土曜ドラマ」枠で放送された日本のテレビドラマ。

## 概要
いわゆる「引きこもり」や「ニート」と呼ばれる若年無業者の問題を取り上げた社会派ドラマとなっている。
ドラマの原案は、ルポライター・荒川龍の著書『レンタルお姉さん』で、千葉県にあるNPO法人「ニュースタート事務局」を取材したものである。このドラマで描写された引きこもりやニートに対する強引なアプローチは、原作のモデルとなったNPO法人で実際に行われている。そのため、番組公式サイトの掲示板には、ドラマの内容を問題視するメッセージが多く寄せられているほか、制作者側の引きこもり・ニートに対する偏見や定義の誤りを指摘する意見も多くあった。

## キャスト
谷口未散
演 - 水野美紀
矢沢仁
演 - 杉本哲太
渡辺広美
演 - 宮地雅子
柿本浩二
演 - 山中崇
森山りえ
演 - 高橋真唯
前田信吾
演 - 金井勇太
前田貴子
演 - キムラ緑子
早川彰
演 - 萩原聖人
早川保
演 - 逢坂じゅん
谷口良平
演 - 高橋長英
真壁太郎
演 - 近藤正臣

## スタッフ
- 原案 - 荒川龍『レンタルお姉さん』（東洋経済新報社刊）
- 脚本 - 浅野有生子
- 音楽 - 牟岐礼
- 制作統括 - 遠藤理史
- 演出・ディレクター - 勝田夏子

## 放送日程
- 前編「NOのなかのYES」（2007年1月27日放送）
- 後編「はたらく理由」（2007年2月3日放送）